# Temporada 1976-1977 del Liceu
| Temporada 1976-1977 del Liceu |                   |                         |                      | |           |                     |
| Òpera                         | Compositor        | Director musical        | Director d'escena    | Papers principals | Producció | Dates               |
| Thaïs                         | Jules Massenet    | Francesco Maria Martini | Gabriel Couret       | Matteo Manuguerra, Robert Dumé, Christian Portanier, Manuel Soro, Michèle Le Bris, Míriam Ucelay, Yvonne Dalou |           | 16, 21, 25 desembre |
| La bohème                     | Giacomo Puccini   |                         |                      | Jeannette Pilou, Vicenç Sardinero, María Uriz, Beniamino Prior, Leonida Bergamonti, Otello Borgonovo, Dídac Monjo, Rafael Campos |           | 9 de gener          |
| Il Trovatore                  | Giuseppe Verdi    | Nino Bonavolontà        | Dídac Monjo          | Vicenç Sardinero, Aurea Gomes, Fiorenza Cossotto, Pedro Lavirgen, Ivo Vinco, Cecília Fondevila, Antoni Lluch, Joan Baptista Rocher |           | 26, 28, 30 gener    |
| Manon Lescaut                 | Giacomo Puccini   | Gerardo Pérez Busquier  | Dídac Monjo          | Ghena Dimitrova, Attilio D'Orazi, Francesc Lázaro, Giovanni De Angelis, Dalmau González, Joan Baptista Rocher, Dídac Monjo, Rosa Maria Ysàs, Rafael Campos, Antoni Lluch, José Antonio Folres                                                    |           | 25, 28, 30 novembre |
| Simon Boccanegra              | Giuseppe Verdi    | Giuseppe Morelli        |                      | Piero Cappuccilli, Dimiter Petkov, Seta del Grande, Renato Francesconi, Domenico Versaci |           | novembre            |
| Tosca                         | Giacomo Puccini   |                         |                      | Montserrat Caballé |           | novembre            |
| Medea                         | Luigi Cherubini   |                         |                      | Montserrat Caballé, Christine Weidinger, María Cándida, María Uriz, Cecília Fondevila, Luis Lima, Nicola Zaccania, Rafael Campos |           | novembre            |
| Roméo et Juliette             | Charles Gounod    | Francis Balagna         | Dídac Monjo          | Andrée Esposito, Alain Vanzo, Enric Serra, Julien Haas, María Uriz, Dalmau González, François Loup, Rosa Maria Ysàs, Antoni Lluch, Rafael Campos, Ángel Molero, Manuel Soro                                                                      |           | 7 de gener          |
| Benvenuto Cellini             | Hector Berlioz    | Francis Balagna         | Gabriel Couret       | Andrée Esposito, Alain Vanzo, Yvonne Dalou, Julien Haas, Domenico Versaci, François Loup, Dalmau González, Joan Pons, Antoni Lluch, José Ruiz |           | 15 de gener         |
| Salomé                        | Richard Strauss   |                         |                      | Montserrat Caballé, Ruth Hesse, Evelia Marcote, Margarita Goller, Fritz Uhl, Rolf Kühne, Kimmo Lapalanen, Malcolm Smitch, Bartomeu Bardagí, Iluminado Muñoz, Antoni Lluch, Francesc Paulet, Joan Pons, José Durán, Rafael Campos, Joan B. Rocher |           | 17 de febrer        |
| El barber de Sevilla          | Gioachino Rossini | Franco Ferraris         | Paolo Montarsolo     | Eduard Giménez, Andrea Foldi, Rosetta Pizzo, Sesto Bruscantini, Paolo Montarsolo, Ángel Molero, Dídac Monjo, Isabel Rivas, Josep Torruella |           |                     |
| Arabella                      | Richard Strauss   | Hans Walter Kaempfel    | Werner Michael Esser | Hans Nowack, Ilse Köhler, Astrid Schirmer, June Card, Raymond Wolansky/Peter Binder, Han Jürgen Schmidt, Dalmau González, Jorge Cebrián, Angel Molero, Josephine Engelskamp, María Uriz, Francesc Paulet                                         |           |                     |